# Chaldée
Pour l’article homonyme, voir Chaldée (thème).
Pour l’article homonyme, voir Chaldéens.

La Chaldée est une région antique, située entre les cours inférieurs de l'Euphrate et du Tigre, correspondant, selon les textes, à une partie ou à la totalité de la Babylonie, dans le sud de la Mésopotamie (Irak actuel). 

Les états chaldéens en Babylonie durant le 1er millénaire av. J.-C.

Elle doit son nom à un peuple antique qui y résidait, les Chaldéens (akkadien Kaldu), qui sont sans doute d'origine ouest-sémitique et liés aux Araméens, et coexistaient en Babylonie avec ces derniers et les Babyloniens. Ils sont attestés dans les textes mésopotamiens du IXe siècle av. J.-C. au VIe siècle av. J.-C., périodes durant lesquelles ils ont constitué d'importantes confédérations tribales, qui ont prospéré durant la période de fragmentation politique qu'a connue la Babylonie, alors que l'Assyrie tentait de la placer sous sa coupe. Les Chaldéens sont essentiellement mentionnés dans les sources de l'époque comme les adversaires des Assyriens. Plusieurs de leurs chefs sont parvenus à occuper le trône de Babylone, sans jamais fonder de dynastie durable.
Dans le Livre de la Genèse de la Bible hébraïque/Ancien Testament, le pays des Chaldéens est la région d'origine du patriarche Abraham. Ailleurs dans le corpus biblique, le terme est synonyme de Babylonie et Babylonien. Un usage similaire se retrouve chez les auteurs grecs antiques. À la suite de ces usages, il est courant de désigner l'empire de Babylone attesté par la Bible et les auteurs grecs (l'empire néo-babylonien des historiens, 626-539 av. J.-C.) comme un « empire chaldéen » (alors qu'il n'y a aucune preuve que ses fondateurs aient des origines chaldéennes). Dans d'autres cas, les « Chaldéens » des auteurs grecs et romains sont des prêtres babyloniens, spécialisés en particulier dans l'astronomie et l'astrologie, dont le savoir est reconnu, puis progressivement ce terme en vient à désigner dans le monde gréco-romain des diseurs de bonne aventure, avec cette fois-ci un sens péjoratif.
On désigne aujourd'hui sous le nom de « Chaldéens » ou d'Assyro-Chaldéens, les membres de l'Église catholique chaldéenne, de rite et de langue liturgique syriaque orientaux.